# 100 років Харківському історичному музею імені М. Ф. Сумцова (монета)
«100 ро́ків Ха́рківському істори́чному музе́ю і́мені М. Ф. Сумцо́ва» — ювілейна монета номіналом 5 гривень, випущена Національним банком України, присвячена віковому ювілею одного з найбільших музеїв України, культурного центру Слобожанщини та Східної України. Щороку заклад приймає понад 200 тисяч відвідувачів і вже протягом століття зберігає своє непересічне значення дослідницького, науково-методичного і культурно-виховного центру Харківської області. Біля витоків музею Слобідської України стояв Микола Федорович Сумцов — видатний учений, етнограф, історик, дослідник народного побуту і світогляду, який і став першим директором музею.
Монету введено в обіг 16 січня 2020 року. Вона належить до серії «Духовні скарби України».

## Опис монети та характеристики
| Номінал грн. | Метал      | Маса, г | Діаметр, мм | Якість виготовлення       | Гурт     | Тираж, штук |
| ------------ | ---------- | ------- | ----------- | ------------------------- | -------- | ----------- |
| 5            | нейзильбер | 16,54   | 35,0        | спеціальний анциркулейтед | рифлений | 35 000      |

### Аверс

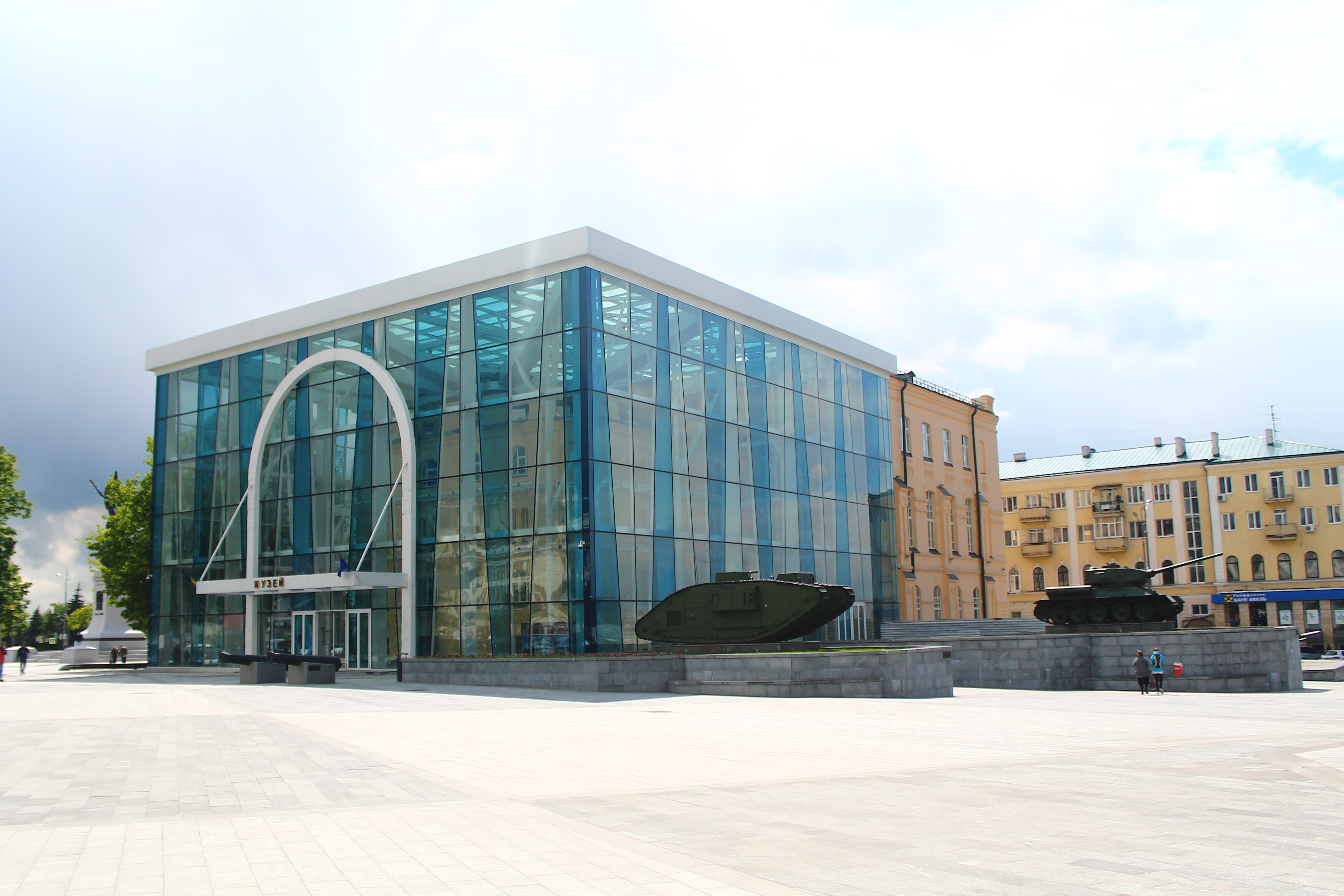
Скляний корпус ХІМ. Вигляд з Майдану Конституції

На аверсі монети розміщено: малий Державний Герб України, над яким напис півколом «УКРАЇНА», композицію: стилізовані дерева увінчані плодами, що символізують духовну та матеріальну культуру, праворуч і ліворуч від яких — вертикальні смуги, що нагадують фасад сучасної будівлі музею, унизу на дзеркальному тлі — рік карбування «2020» (між деревами); номінал — «5/ГРИВЕНЬ» (на тлі стилізованого розпису); логотип Банкнотно-монетного двору Національного банку України (праворуч).

### Реверс
На реверсі монети розміщено стилізовану композицію: ліворуч та праворуч зображено фасади будівель музею різних періодів, у центрі — декоративна арка, в якій зображено портрет М. Ф. Сумцова та написи: «100/РОКІВ» (угорі), «ХАРКІВСЬКИЙ ІСТОРИЧНИЙ МУЗЕЙ» (над портретом півколом), «ІМЕНІ/ М. Ф. СУМЦОВА» (унизу на матовому тлі).

## Автори

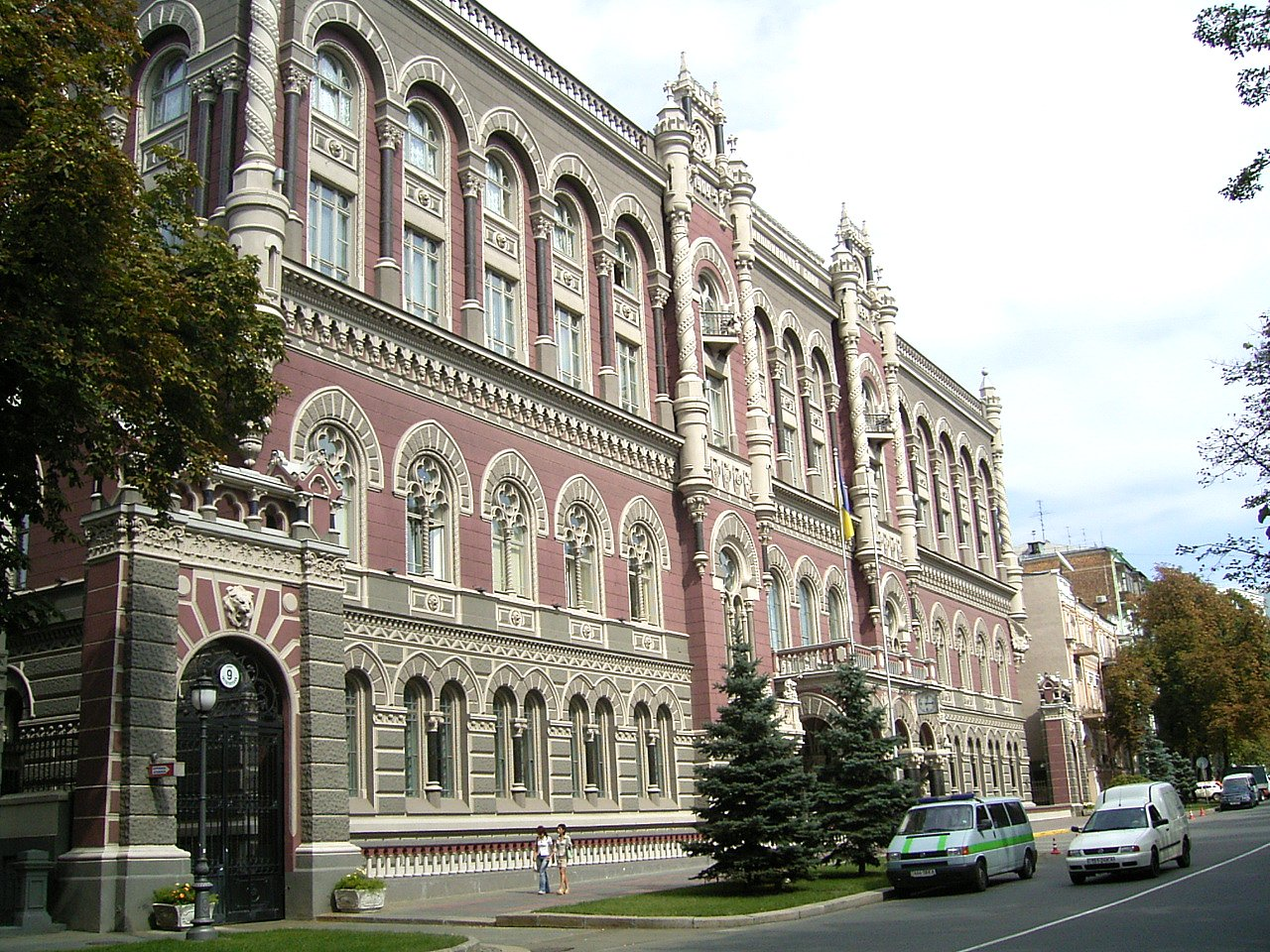
Будівля Національного банку України

- Художники: Таран Володимир, Харук Олександр, Харук Сергій.
- Скульптори: Демяненко Анатолій, Дем'яненко Володимир.

## Вартість монети
Під час введення монети в обіг 2020 року, Національний банк України реалізовував монету за ціною 51 гривня.
Фактична приблизна вартість монети, з роками змінювалася так:
| Рік        | 2020 | 2021 | 2022 | 2023 | 2024 | 2025 |
| ---------- | ---- | ---- | ---- | ---- | ---- | ---- |
| Ціна, грн. | 60   | 60   | 60   | 75   | 115  | 130  |